# Atletica leggera ai Giochi della XXV Olimpiade - 100 metri ostacoli

Video della Finale (in inglese)

Video della gara (in finlandese)

I 100 metri ostacoli hanno fatto parte del programma femminile di atletica leggera ai Giochi della XXV Olimpiade. La competizione si è svolta nei giorni 5-6 agosto 1992 allo Stadio del Montjuic di Barcellona.

## Presenze ed assenze delle campionesse in carica
| Competizione         | Atleta                | Prestazione | Barcellona 1992 |
| -------------------- | --------------------- | ----------- | --------------- |
| Olimpiadi 1988       | Jordanka Donkova      | 12”38       | Presente        |
| Commonwealth 1990    | Kay Morley            | 12”91       | Presente        |
| Goodwill Games 1990  | Natal'ja Grigorjeva   | 12”70       | Squalif.        |
| Europei 1990         | Monique Ewanjé-Épée   | 12”79       | Presente        |
| Asiatici 1990        | Liu Huajin            | 12”73       | Non selez.      |
| Panamericani 1991    | Aliuska López         | 12”99       | Presente        |
| Mondiali 1991        | Ljudmila Narozhilenko | 12”59       | Presente        |
|                      |                       |             |                 |
| Mondiali junior 1988 | Aliuska López         | 13”23       | Presente        |

1. ↑  Sotto la bandiera della Gran Bretagna.
2. ↑  L'ex URSS si presenta con la nuova denominazione «Squadra Unificata».

## La gara
La campionessa europea in carica, Monique Ewanjé-Épée, è presente per onore di firma ed esce al primo turno.
Nei Quarti la leader mondiale, Ljudmila Narozhilenko, sente il riacutizzarsi di un infortunio al tendine del ginocchio. Non si presenta in semifinale. La gara perde una sicura protagonista.
I favori del pronostico vanno a Gail Devers, che ha vinto l'oro nei 100 piani. L'americana si nasconde in semifinale, dove giunge seconda nella propria serie.
In finale scatta benissimo dai blocchi. Conduce la gara fino all'ultimo ostacolo, quando inciampa clamorosamente, perde il ritmo ed arriva solo quinta.
La gara sorride alla greca Paraskevi Patoulidou, che coglie un oro inatteso. La campionessa uscente, Jordanka Donkova, ferma i cronometri su 12"70 ed è terza.
Paraskevi Patoulidou è la prima donna greca a vincere un oro olimpico.

## Risultati

### Turni eliminatori
| 5 Batterie         | 5 agosto | 38 partenti   | Si qualificano le prime 4 + i 4 migliori tempi. |
| 3 Quarti di finale | 5 agosto | 8 + 8 + 8     | Si qualificano le prime 4 + i 4 migliori tempi. |
| 2 Semifinali       | 6 agosto | 8 + 8         | Si qualificano le prime 4.                      |
| Finale             | 6 agosto | 8 concorrenti |                                                 |

### Finale
| Pos | Paese       | Atleta               | Tempo |
| --- | ----------- | -------------------- | ----- |
|     | Grecia      | Paraskeuī Patoulidou | 12"64 |
|     | Stati Uniti | LaVonna Martin       | 12"69 |
|     | Bulgaria    | Jordanka Donkova     | 12"70 |